# Josef Kuchař (básník)
Josef Kuchař (14. listopadu 1847 Chábory u Dobrušky – 26. května 1926 Praha) byl český básník, člen družiny ruchovců. Psal především idylické veršované povídky a lyriku v prosté, nepříliš bohaté formě.

## Život
Narodil se 14. listopadu 1847 v Cháborech u Dobrušky Kateřině Morawcové. Po svatbě Kateřiny s Josefem Kuchařem 21. dubna 1856 bylo jeho příjmení změněno na Kuchař.
V mládí se přidal ke skupině ruchovců kolem J. V. Sládka a aktivně přispíval do almanachů a časopisů. Spolupracoval s časopisem Český student. V té době vydal také svou první básnickou sbírku, Básně Josefa Kuchaře (1869).
V 70. letech redigoval jičínský časopis Krakonoš. Později získal trvalé zaměstnání jako úředník banky Slavie. Dále literárně tvořil; psal idylické veršované povídky a plachou lyriku a vydával je v drobných knížkách.
Během první světové války mu zemřel syn Břetislav. Jeho památce věnoval Kuchař sbírku Do věčnosti (1924).
Ačkoli byl v mládí považován za slibného básníka a aktivního představitele své generace, ke konci života byl již téměř zapomenutý. (Pravděpodobnou příčinou bylo napsání oslavné "Hymny" do jubilejního císařského památníku "Viribus unitis".) V létě 1925 jej v kině Passage ranila mrtvice[nepřesný odkaz]. Následující měsíce věnoval psaní literárních vzpomínek (např. povídka V Medlíku nad Dunajem, otištěná v Národní politice).
Nebyl příliš plodným autorem. Jeho sbírky básní byly útlé a vydávané s několikaletými odstupy. Kuchařova poezie je prostá, jeho výrazové prostředky omezené. Na druhou stranu mají jeho básně půvab intimity a jsou opravdově procítěné.

## Dílo[4]

### Básně
- Básně Josefa Kuchaře – Hradec Králové: vlastním nákladem, 1869
- Chýžka – Praha: v. n. 1881
- Ze zašlých a nových dob – Praha: v. n., 1885
- Cestou životem – Praha: v. n., 1891
- Za soumraku – Praha: Vilém Doubrava, 1911
- Hlubiny a obzory: znělky a jiné básně – Praha: V. Doubrava, 1914
- Pohádka dávno uprchlého jara: báseň lyricko-epická a jiné verše – Praha: Borský a Šulc, 1923
- Do věčnosti: cyklus básní za synem Břetislavem – Praha: Borský a Šulc, 1924

### Próza
- Národní píseň: vesnická povídka – Praha: Jan Otto, 1894
- Pašerova Anežka: povídka z hor – Praha: V. Doubrava, 1896

### Hudebniny
- [Mužské sbory] [rukopis] – Karel Bendl [Růžinko má dřímej, Můj růženec, Za památku]. 1872
- Ty, mrtvé srdce dřímej [rukopis]; Přinesli jaro na křídlech – K. Bendl; [J. Kuchař text]. 1872
- Vlasti má! – Miloslav Javorník; Nikdy zpět! – Josef Kuchař; Lásky kouzlo – Břetislav Doubravský — Alois Rublič. Praha: Fr. A. Urbánek
- Mrtvé srdce [rukopis]; Babí léto: dva sbory pro čtvero hlasů smíšených – František Jilek; [text J. Kuchař; Vítěslav Hálek]
- Písně pro mandolinu [rukopis] – upravil Alois Fišer; ... Melodie – Jan Malát; text J. Kuchař; ... 1924